# Euploea virudha
Euploea virudha är en fjärilsart som beskrevs av Hans Fruhstorfer 1904. Euploea virudha ingår i släktet Euploea och familjen praktfjärilar. Inga underarter finns listade i Catalogue of Life.